# Obertura Froissart
Froissart, Op. 19, es una obertura de concierto compuesta por Edward Elgar. Está inspirada en las crónicas del siglo XIV de Jean Froissart, por las que Elgar se sentía atraído tras conocerlas a través de la mención de ellas en la obra de Walter Scott Old Mortality.

## Historia
Elgar compuso Froissart en 1890 para la comisión del Festival de Worcester, para un concierto secular del Three Choirs Festival de ese año y fue la primera obra de Elgar a gran escala para orquesta completa. Fue estrenada en Worcester, dirigida por el compositor, el 9 de septiembre de 1890.

## Estructura
La obra consta de un único movimiento, con una duración un poco menos de un cuarto de hora.
El lema escrito por Elgar en la partitura manuscrita es una cita de un poema de 1817 de Keats: «When Chivalry lifted up her lance on high» («Cuando la caballería alzó su lanza en alto»). La apertura es una gráfica caballería floreciente, pero los analistas han encontrado la posterior elaboración de los temas demasiado largos y discursivos. No obstante, aunque es obviamente una obra temprana, contiene algunos toques de la madurez Elgar. William Henry Reed destaca «el aumento rápido desde sol sostenido a través de dos octavas y un semitono al la agudo en el noveno compás después de la letra B» y destaca un «creciente hábito de la dispersión de marcas de expresión en gran profusión», dejando a los directores «muy poco margen para la introducción de su propia idiosincrasia». Sin embargo, generalmente se acepta que la pieza muestra inmadurez: Michael Kennedy comenta sobre «el desarrollo débil y demasiado largo» y la influencia «medio digerida» de otros compositores. El propio Elgar llegó a la conclusión de que la obra era demasiado larga, pero incluso después de haber llegado a escribir composiciones más características y maduras, describió Froissart como «algo bueno y saludable».
Froissart no es una obra programática: a diferencia de la posterior Falstaff o incluso Cockaigne, no cuenta una historia detallada, sino que evoca un estado de ánimo y actitud en términos generales. 